# J. P. Morgan

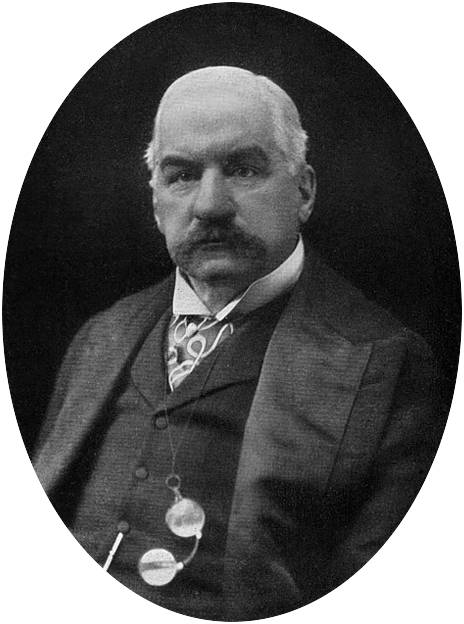
John Pierpont Morgan

John Pierpont Morgan, besser bekannt als J. P. Morgan (* 17. April 1837 in Hartford, Connecticut; † 31. März 1913 in Rom, Italien), war ein US-amerikanischer Unternehmer und der einflussreichste Privatbankier seiner Zeit.

## Leben

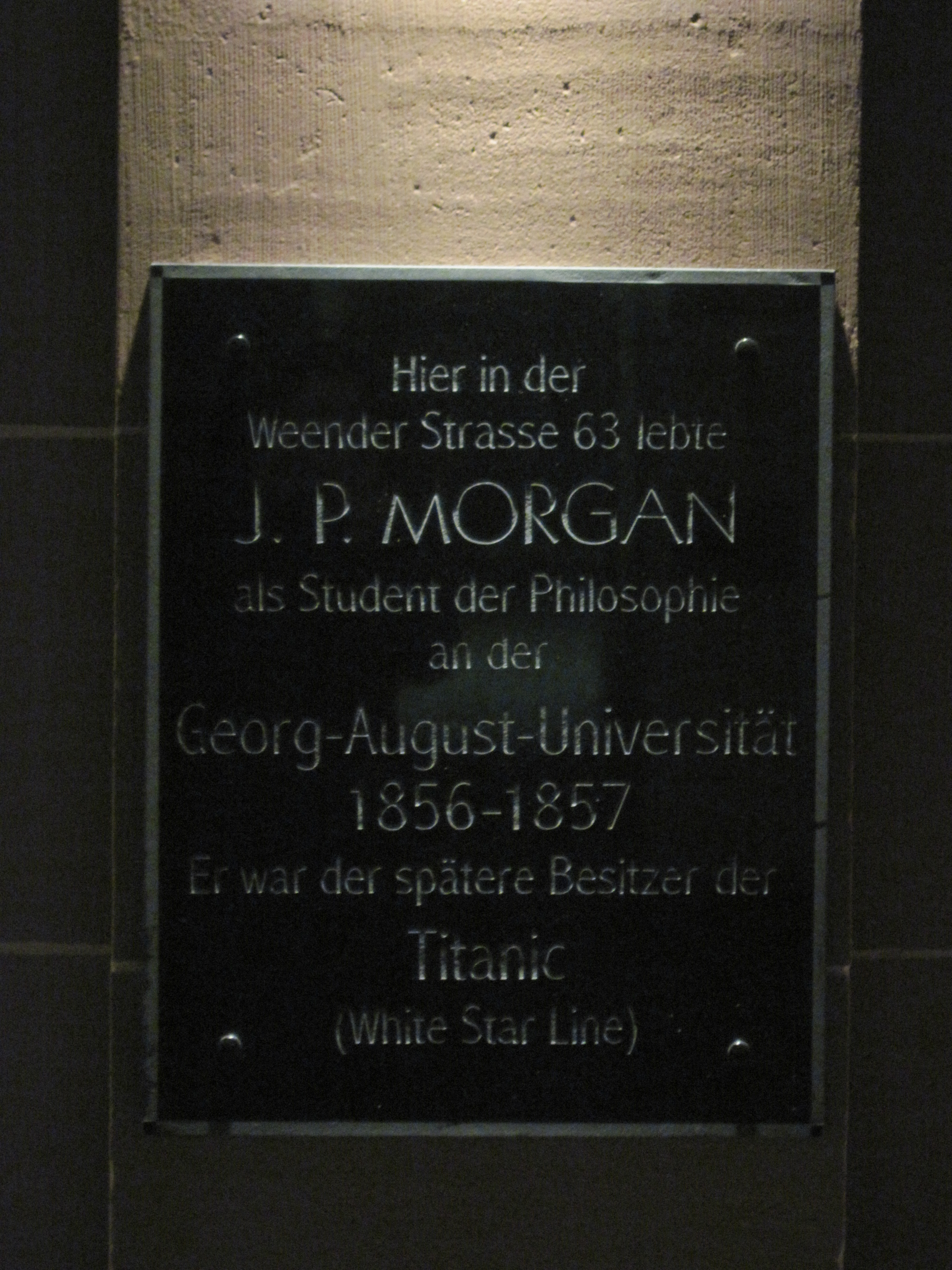
Gedenktafel in Göttingen

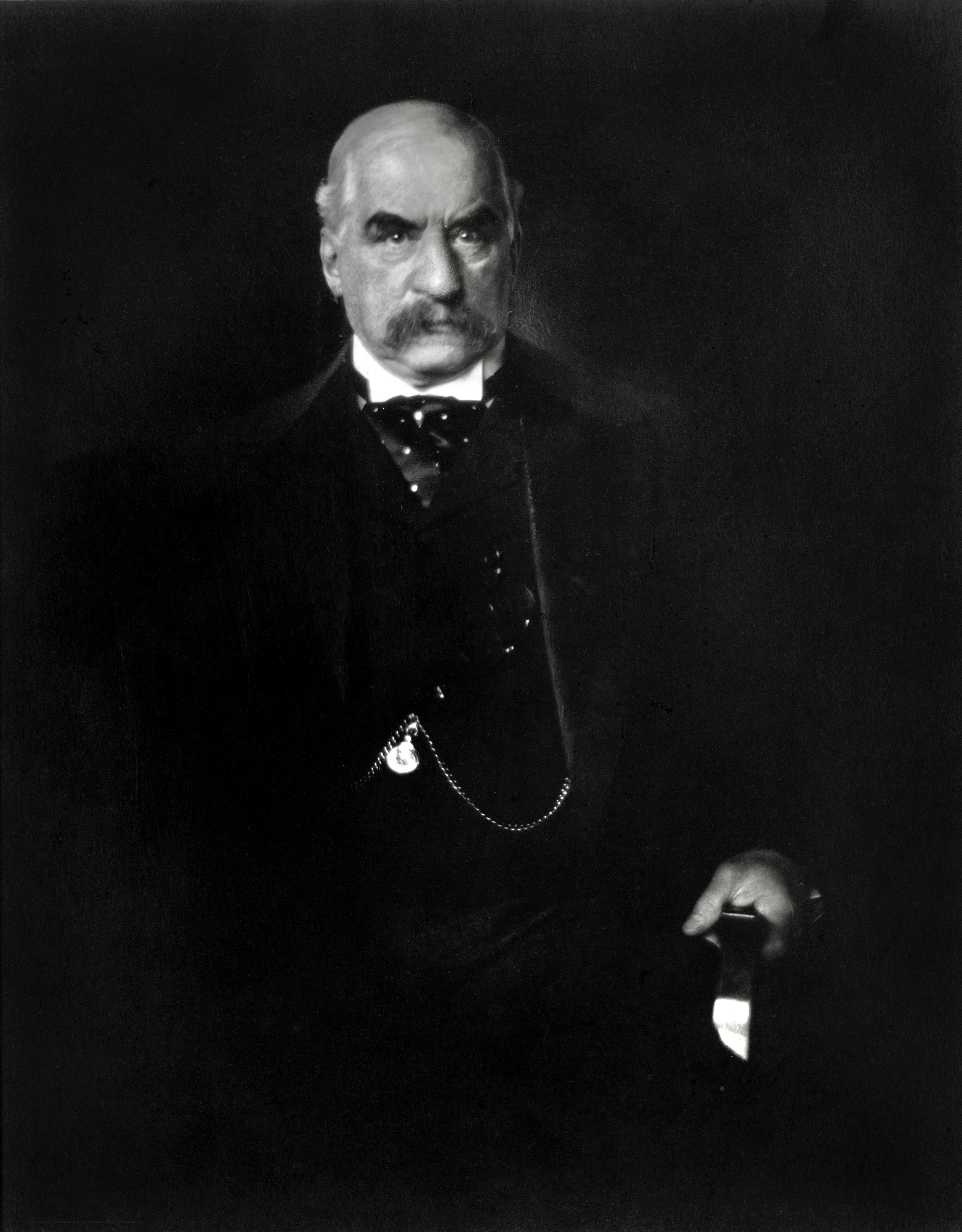
J. P. Morgan,
Foto Edward Steichen, 1903

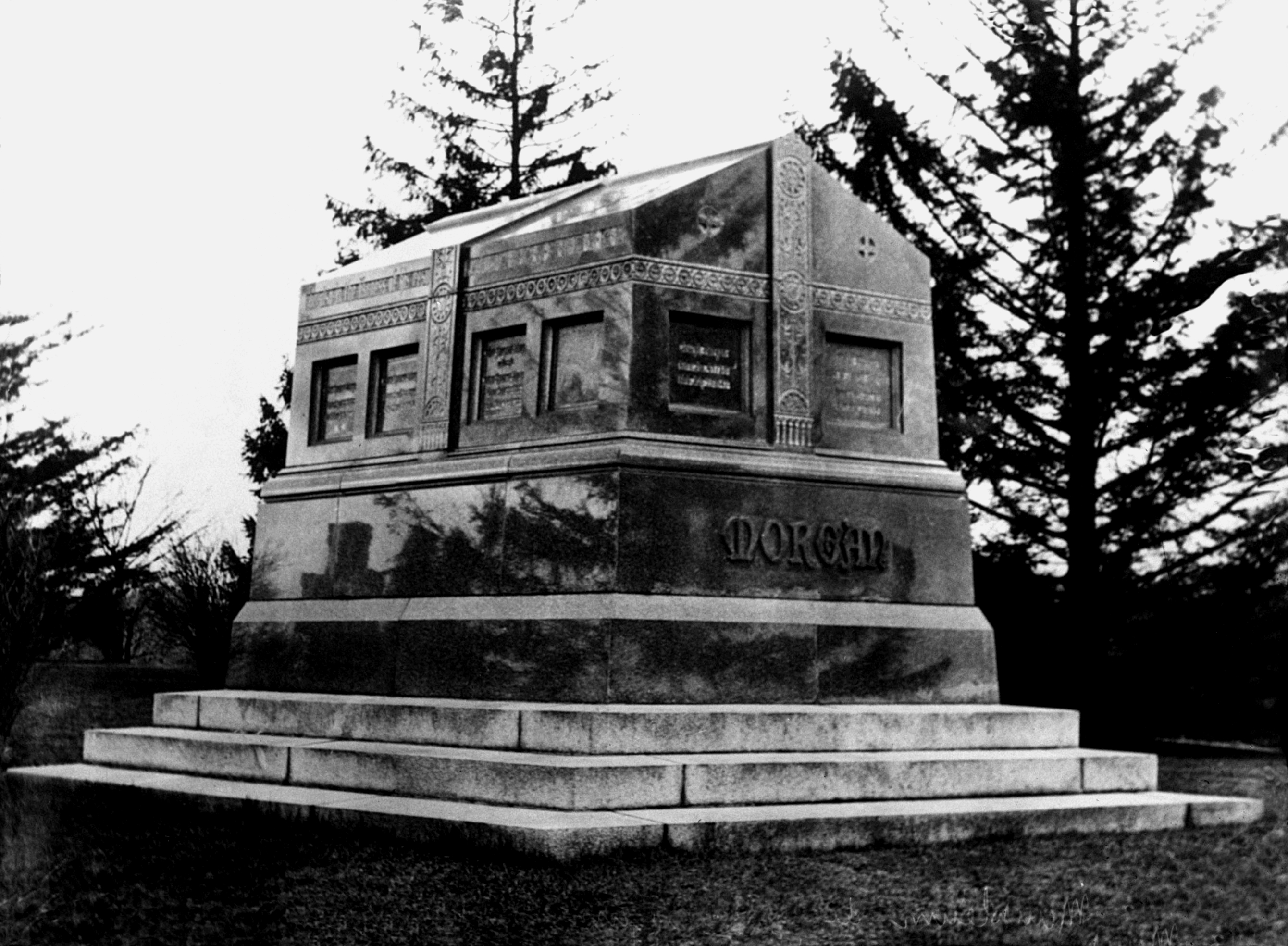
Grab in Hartford, Connecticut

Morgan war der Sohn des Bankiers und Finanziers Junius Spencer Morgan (1813–1890) und dessen Frau Juliet Pierpont (1816–1884), Tochter eines Anwalts und Lehrers. Er studierte unter anderem in Bellerive im französischsprachigen Kanton Waadt und 1856/57 an der Georg-August-Universität in Göttingen.
Er lebte in New York in einer Villa in der Madison Avenue 219 im Stadtviertel Murray Hill. In der mit schwarzem Mahagoni ausgekleideten Black Library des Hauses wurden einige der wichtigsten Entscheidungen des frühen 20. Jahrhunderts für New York wie die USA getroffen.
John Pierpont Morgan war der Neffe von James Lord Pierpont, dem Komponisten des Weihnachtslieds Jingle Bells. Sein Sohn John Pierpont Morgan junior führte das Firmenimperium weiter.

## Beruf
Ab 1857 war er zunächst in London in der Niederlassung der väterlichen Firma im Bankgewerbe tätig. 1858 ging er nach New York City. Für den Sezessionskrieg (1861–1865) wurde er nach der Zahlung einer 300-Dollar-Gebühr nicht eingezogen. 1871 gründete er zusammen mit Anthony Joseph Drexel das Bankhaus Drexel, Morgan & Company, das ab 1895 als J. P. Morgan & Company firmierte. Die Eisenbahnkrise von 1893 nutzte er, um bei den folgenden Reorganisationen diverser Eisenbahngesellschaften die Finanzierung sicherzustellen. 1901 war Morgan bei der Schaffung des Stahltrusts United States Steel Corp., der damals größten Aktiengesellschaft der Welt, durch mehrere Fusionen federführend. Neben den Einnahmen aus dem Wertpapierverkauf mehrte Morgan sein Vermögen auch, indem er für die Fusionen 150 Millionen Dollar als Verhandlungsgebühr für sich beanspruchte. Um den Trust zu stützen, wurde 1902 noch ein auch englische Linien akquirierender Schifffahrtstrust, die International Mercantile Marine Company (IMMC), unter Beteiligung deutscher Reedereien begründet. Zur IMMC gehörte ferner die White Star Line.
1903 investierte er in die junge Automobilindustrie, als er zwei Drittel des Aktienkapitals der Maxwell-Briscoe Motor Company beisteuerte. Die Firma wurde drittgrößter Hersteller in den USA und später die Basis für die Chrysler Corporation. Morgan legte nach eigenen Aussagen und Angabe von Zeitzeugen bei seinen Geschäften großen Wert auf Stabilität und Vorhersagbarkeit der Bedingungen. Mehrmals griff er dazu auch in die Staatsfinanzen ein. 1895 und 1907 (Börsenkrise) kaufte er als Anführer von Investorengruppen größere Mengen an Staatsanleihen und rettete die USA dadurch vor dem Staatsbankrott. Zugleich konnte er die Staatsanleihen gewinnbringend weiterverkaufen. 1912 wurde ein Prozess gegen ihn wegen fragwürdiger Finanzgeschäfte geführt. Zwar wurde er freigesprochen, doch gelangte im Zuge der Verhandlungen der gesamte Umfang seines inzwischen gigantischen Firmenimperiums an die Öffentlichkeit. Bis zu seinem Tod weitete Morgan seine Geschäftsaktivitäten über die Branchen Eisenbahn, Bankenwesen, Schifffahrt hinaus auch auf die Telekommunikations- und Elektroindustrie aus. So kontrollierte Morgans Unternehmen 1901 z. B. die Hälfte des Streckennetzes der Eisenbahn und zwei Drittel der Stahlproduktion in den USA.
J. P. Morgan & Company war auch im Investmentbanking tätig und finanzierte diverse Zusammenschlüsse von Unternehmen, unter anderem der General Electric, und beteiligte sich an diversen Eisenbahnlinien in den USA. 1899 wurden die ersten europäischen Anleihen am US-Markt eingeführt. Als 1933 der Glass-Steagall Act die Trennung zwischen Investmentbanking einerseits und dem Einlagen- und Kreditgeschäft andererseits gesetzlich vorschrieb, entschied sich die J. P. Morgan & Co. für letzteres; das Investmentbankinggeschäft wurde in ein neugegründetes separates Unternehmen namens Morgan Stanley ausgelagert. J. P. Morgan & Co. existierte parallel dazu fort und fusionierte 2000 mit der Chase Manhattan Bank zur JPMorgan Chase & Co.

## Familie
1861 heiratete er Amelia Sturges (1835–1862), die schon kurze Zeit später an Tuberkulose verstarb. Am 3. Mai 1863 heiratete er Frances Louisa Tracy (1842–1924), mit der er vier Kinder hatte:
- Louisa Pierpont Morgan (1866–1946); heiratete Herbert Livingston Satterlee
- J. P. Morgan, Jr. (1867–1943); heiratete Jane Norton Grew
- Juliet Pierpont Morgan (1870–1952); heiratete William Pierson Hamilton
- Anne Tracy Morgan (1873–1952); unverheiratet

## Sammlungen
Von 1904 bis 1913 war Morgan Präsident des Metropolitan Museum of Art in New York.
Die umfangreiche Kunst- und Büchersammlung, die zu Morgans Liebhabereien zählte, wurde 1924 in die Pierpont-Morgan-Library-Stiftung in New York City eingebracht. Er kaufte auf Bitten des Koptologen Henri Hyvernat einige Manuskripte der Koptischen Bibliothek des Klosters St. Michael in Ägypten. Ihm zu Ehren wurde deshalb das von Hyvernat herausgegebene Faksimile Bybliothecae Pierpont Morgan Codice photographice expressi benannt. J. P. Morgan verhandelte kurz nach der Gründung der Chinesischen Republik im Jahre 1911 mit der chinesischen Regierung über den Erwerb von Objekten aus dem Kaiserpalast, darunter ein Ming-zeitlicher Palastteppich.
Morgan stellte die benötigten Mittel zur Verfügung für eine Expedition der Princeton University nach Patagonien, um die dortige Tier- und Pflanzenwelt zu erforschen.
Der größte jemals geschliffene Saphir ist der „Stern von Indien“ mit einem Gewicht von 563,35 Karat. Der in Sri Lanka gefundene Stein wurde 1901 durch John Pierpont Morgan dem American Museum of Natural History übereignet und kann dort besichtigt werden. In dem nach Morgan benannten Saal „Morgan Memorial Hall of Gems“ werden neben dem „Stern von Indien“ eine Reihe von Edel- und Schmucksteinen – roh und geschliffen – ausgestellt, z. B. Diamanten, Smaragde und Saphire, sowie Schmuck aus organischen Materialien wie Korallen und Bernstein.
Als Mäzen förderte er beispielsweise den Fotografen Edward Curtis und ermöglichte ihm das Erscheinen seiner zwanzig Bildbände The North American Indian in einer Auflage von 500 Exemplaren. Die ihm zustehenden 25 nummerierten Exemplare verschenkte er an ihm nahestehende Universitäten, so auch an „seine“ Universität Göttingen, der er auch 1912 ein Stiftungsvermögen von 50.000 US-Dollar für die Beschaffung angelsächsischer Literatur stiftete. Die Göttinger John Pierpont Morgan Foundation wurde aufgrund der Geldentwertungen des 20. Jahrhunderts im Jahr 1967 aufgelöst. Die SUB Göttingen erinnert mit einer Gedenktafel in der Paulinerkirche an diese Stiftung.
- Pictures in the collection of J. Pierpont Morgan at Princes Gate & Dover house, London. – Internet Archive (mit einer Einleitung von Thomas Humphry Ward und „Biographical and descriptive notes“ von W. Roberts) 1907.
- Stephen W. Bushell, William M. Laffan: Catalogue of the Morgan Collection of Chinese porcelains. – Internet Archive –  Metropolitan Museum of Art 1907.
- The Metropolitan Museum of Art: Guide to the loan exhibition of the J. Pierpont Morgan Collection – Internet Archive – The Gilliss Press, New York 1914.
- Catalogue of the loan exhibition of drawings & etchings by Rembrandt from the J. Pierpont Morgan collections. – Internet Archive – The San Francisco Art Association, Februar–März 1920.

## Zitat
“The condition that has developed in Wall Street in the past fifteen years is to a considerable extent a personal one, and the authority which centers in the hands of Mr. Morgan, a man seventy-five years of age, is by no means something which can be passed down to his successors. Such men have no successors; and their work is either left undone after they are dead or the world devises other means and other works to take its place.”

„Die Beschaffenheit, zu der sich die Wall Street in den letzten fünfzehn Jahren hin entwickelt hat, ist zu einem beträchtlichen Ausmaß eine persönliche, und die Machtvollkommenheit, die sich in den Händen von Herrn Morgan konzentriert, einem Manne von 75 Jahren, ist etwas, das auf keinen Fall an seine Nachfolger weitergegeben werden kann. Solche Menschen haben keine Nachfolger; und ihr Werk wird nach ihrem Tode entweder unerledigt hinterlassen oder die Welt entwickelt andere Mittel und Wege, um deren Platz einzunehmen.“

## Trivia
Morgan hatte für die Jungfernfahrt der Titanic, an der er über die International Mercantile Marine Company und die White Star Line beteiligt war, deren Parlour Suite B-52-54-56 von Henry Clay Frick übernommen, nachdem dieser die Fahrt aufgrund eines kleinen Unfalls seiner Frau nicht antreten konnte. Doch auch Morgan musste seine Reise stornieren, da er einige Geschäftstermine hatte. Die Suite wurde stattdessen von Bruce Ismay, dem Direktor der IMMC, übernommen, der den Untergang überlebte.
Das Mineral und begehrter Schmuckstein Morganit wurde nach ihm benannt.

## Der Tod von J.P. Morgan
J.P. Morgan verstarb am 31. März 1913 im Schlaf im Grand Hotel Plaza in Rom, Italien, während einer Auslandsreise. Sein Leichnam wurde zurück nach Amerika gebracht. An der Wall Street wehten die Fahnen auf halbmast, und zu seinen Ehren wurde die Börse für zwei Stunden geschlossen (was sonst Staatsoberhäuptern vorbehalten ist). Seine sterblichen Überreste wurden auf dem Cedar Hill Cemetery in seinem Geburtsort Hartford, Connecticut, beigesetzt. Sein Sohn John Pierpont „Jack“ Morgan Jr. erbte das Bankgeschäft. J. P. Morgans Vermögen belief sich zum Zeitpunkt seines Todes auf etwa 80 Millionen US-Dollar.